# Stanisław Sienkiewicz (polityk)
Stanisław Kazimierz Sienkiewicz (ur. 3 października 1951 w Knyszynie, zm. 25 czerwca 2003) – polski polityk, rolnik,  poseł na Sejm RP I kadencji.

## Życiorys
Ukończył w 1974 studia na Wydziale Rolniczym Akademii Rolniczo-Technicznej w Olsztynie, specjalizując się w zakresie chemizacji rolnictwa. Pracował w rolnictwie.
W latach 1991–1993 sprawował mandat posła na Sejm RP I kadencji z listy Polskiego Stronnictwa Ludowego, wybranego w okręgu białostocko-suwalskim. Kandydował bez powodzenia w wyborach parlamentarnych w 1997 i do sejmiku podlaskiego w 2002. Zasiadał w regionalnych władzach PSL.